# Bianca Del Carretto
Bianca Del Carretto (née le 28 août 1985  à Rapallo) est une escrimeuse italienne, spécialiste de l'épée. Elle a été championne du monde et d'Europe par équipe. À Strasbourg, elle remporte le titre européen en individuel devant la Française Marie-Florence Candassamy.

## Palmarès
- Championnats du monde d'escrime
  -  Médaille d'or par équipes aux championnats du monde d'escrime 2009 à Antalya
  -  Médaille de bronze par équipes aux championnats du monde d'escrime 2011 à Catane

- Championnats d'Europe d'escrime
  -  Médaille d'or par équipes aux championnats d'Europe d'escrime 2007 à Gand
  -  Médaille d'argent par équipes aux championnats d'Europe d'escrime 2010 à Leipzig
  -  Médaille de bronze aux championnats d'Europe d'escrime 2008 à Kiev
  -  Médaille de bronze par équipes aux championnats d'Europe d'escrime 2008 à Kiev
  -  Médaille de bronze par équipes aux championnats d'Europe d'escrime 2003 à Bourges
  -  Médaille d'or en individuel aux championnats d'Europe d'escrime 2014 à Strasbourg
  -  Médaille de bronze par équipes aux championnats d'Europe d'escrime 2014